# Maricielo Gamarra
Maricielo Gamarra Alvarado (Tarapoto, 27 de mayo de 1995) es una modelo, reina de belleza y comunicadora peruana. Fue ganadora de los concursos Miss Grand Perú 2020 y Reina Hispanoamericana Perú 2023, lo que le permitió representar a su país en el Reina Hispanoamericana 2023, siendo la segunda peruana en obtener este título.

## Biografía
Gamarra nació el 27 de mayo de 1995 en Tarapoto, San Martín. Empezó el mundo de las pasarelas siendo una adolescente, obteniendo una amplia experiencia en los concursos de belleza. Estudió la carrera de Ciencias de la Comunicación en la Universidad de Piura. 

## Incursión en los concursos de belleza

### Miss Tarapoto 2014
El año 2014, Gamarra compitió en el certamen regional Miss Tarapoto 2014, ganando la corona al final del evento.

### Miss Perú San Martín 2019
El mes de noviembre del 2019 fue coronada como Miss Perú San Martín 2019 lo cual le daba derecho a competir en el certamen nacional Miss Perú 2020.

### Miss Perú 2020
El 29 de noviembre de 2020, de manera virtual, Gamarra representó a San Martín en el Miss Perú 2020, llegando a ser primera finalista solo por detrás de la ganadora Janick Maceta. Meses después fue designada como Miss Grand Perú 2020.

### Miss Grand Perú 2020
Tras ocupar el puesto de primera finalista del Miss Perú 2020, Gamarra fue designada como la representante peruana para el Miss Grand Internacional 2020.

### Miss Grand Internacional 2020
El 27 de marzo de 2021, Gamarra representó a Perú en el certamen Miss Grand Internacional 2020 donde compitió contra otras 77 candidatas en Show DC en Bangkok, Tailandia. En este certamen logró ocupar el top 20 de semifinalistas.

### Reina Hispanoamericana Perú 2023
El 24 de noviembre de 2023, Gamarra fue designada como la representante peruana para el Reina Hispanoamericana 2023-24.

### Reina Hispanoamericana 2023-24
El 28 de enero de 2024, representó a Perú en el certamen Reina Hispanoamericana 2023-24 donde compitió contra otras 26 candidatas, convirtiéndose en la segunda peruana en ganar el título.

## Televisión
| Año  | Programa              | Rol          | Emitido en | Ref.  |
| ---- | --------------------- | ------------ | ---------- | ----- |
| 2021 | Por amor o por dinero | Participante | Telemundo  | [ 6 ] |